# Pacific Trim
Pacific Trim é um EP da banda Pavement, lançado a 23 de Janeiro de 1996.
Todas as faixas saíram na reedição Wowee Zowee: Sordid Sentinels Edition de 2006.

## Faixas
1. "Give It a Day" – 2:37
2. "Gangsters and Pranksters" – 1:29
3. "Saganaw" – 3:31
4. "I Love Perth" – 1:08